# Демир Хисар (град в Северна Македония)
Вижте пояснителната страница за други значения на Демир Хисар.
Демир Хисар (бивше село Мургашево, на македонска литературна норма: Демир Хисар) е град в югозападната част на Северна Македония, в областта Демир Хисар, център на едноименната община Демир Хисар. Населението му е 2593 души (2002).

## География
Градът е разположен на 20 km северозападно от Битоля на десния бряг на река Църна на надморска височина от 635 m. Градът е отдалечен от Битоля на 28 km, от Крушево на 25 km, от Кичево на 51 km и от Прилеп на 38 km. В града има църква „Свети Никола“ и стара джамия в руини.

## История
През ХV-XVII век селото е християнско. В османско преброяване от 1468 година селото е под името Мургашва с две махали. В първата се споменават следните жители: Йован, син на Богдан; Никола, син на Йован; Стойко, син на Йован: Гърдан, син на Йован; Миле, сиромах; Раде, брат на Михо; вдовица Зуя; вдовица Йована; Нене, син на Петко; Душман, син на Драгия; Шпърго, син на Душан; Сабе, син на Манко; Божидар, син на Радко. Обко 10 семейства, 1 неженен, 2 вдовици и 55 жители. Жителите плащат данъци за пшеница 320 акчета, за ечемик 100, ушур за лозя – 100 акчета, за бостан – 20, за улища – 20, за свине - 15, за воденици – 10, за лен – 4, за овощи – 10, за сватбарина – 30 и испенче 312 или общо 941 акчета. Във втората махала живеят следните жители: Степан, син на Стойко; Раде, син на Гьоре; Тодор, син на Алекса; Йовко, син на Атале; Койчин, син на Ковач; Никола, син на Варсак; Пейо, син на Койчин; поп Йован; Бойко, син на Стайко; Раде, син на Стайко; Бойко, син на Райо; Мирко, син на Стане; Петко, брат на Мирко; Дуйо, син на Мано; вдовица Срайка; Ивко, сиромах; Петко, сиромах; Янде, син на Никола; Васо (или Вачо), син на Никола; вдовица Дуйка; Раде, син на Добре; Андрея, син на Тодор; Гьон, брат на Андрея; Андрея, брат на Райо; Доне, син на Петко; Антоний Калугер. Общо 22 семейства, 2 неженени, 2 вдовици и 120 жители. Жителите плащат данък за пшеница 800 акчета, за ечемик 600, ушур за лозя 350 акчета, за бостан 34, за улища 20, данък за свине 55, данък за воденици 30, за коноп 3, за лен 14, за овощи 10, за сватбарина 60 и испенче 962 или общо 2838 акчета. Двете махали на Мургашево общо имат 25 семейства със 175 жители, които плащат 3779 акчета данък.
В 1568 година в Мургашево има 17 семейства, 8 неженени и 1 вдовица или общо 97 жители.
В 1607 година жителите на Мургашево Койо Стойко, Йовко Койо, Стоян Йован, Никола Йован и Йован Велче взимат едногодишен заем от вакъфа на Ахмед паша при месджида на шейх Хъзр Бали в Битоля в размер на 3000 акчета при лихва от 15% процента. Гаранти за парите са всички селяни, един за друг. В сиджил от 1620-1621 година е отбелязано, че 5 ханета (домакинства) в Мургаш дължат военния данък нузул за османския поход срещу Полша.
В съдебен регистър на битолския кадия от ноември 1640 година се казва, че поради прекомерното увеличаване на джизието, аваризът и другите обичайни за немюсюлманите данъци, цялото население на селото, без един, неверникът Дую, е избягало. Тъй като дълговете и данъците на всички били изисквани от Дую, той също избягал и османските власти полагат усилия да го върнат, като му опростят някои вземания.
В края на XIX век Мургашево е малко чисто албанско селище в Битолска каза. През 90-те години на XIX век Васил Кънчов отбелязва 40 къщи в Мургашово, разположени „всред плодородно поле“. Според данните на Кънчов в „Македония. Етнография и статистика“ в селото към 1900 година са живели 240 души албанци мюсюлмани.
На Етнографската карта на Битолския вилает на Картографския институт в София от 1901 година Мургашево е чисто албанско село в Битолската каза на Битолския санджак с 49 къщи.
По данни на секретаря на Българската екзархия Димитър Мишев („La Macédoine et sa Population Chrétienne“) в 1905 година Мургашево има 240 жители албанци.
Развитието на селището започва след 1946 година, когато центърът на общината от село Лопатица е преместен в Мургашево със седалище в Слепченския хан, на мястото на по-късната автобусна спирка Транскоп. През 1961 година Мургашево има 1129 жители, през 1981 – 2283, а през 1994 жителите му се увеличават на 2447, от които 2336 македонци, 9 албанци, 4 турци и 2 власи.
През 1990-те години селото е превърнато в град и преименувано на Демир Хисар по името на областта, в която се намира.
Според преброяването от 2002 година Демир Хисар има 2593 жители.
| Националност | Всичко |
| македонци    | 2473   |
| албанци      | 62     |
| турци        | 22     |
| роми         | 11     |
| власи        | 6      |
| сърби        | 7      |
| бошняци      | 2      |
| други        | 10     |